# Adelaarsroggen
De adelaarsroggen (Myliobatidae) vormen een familie van grote roggen. Er zijn 19 soorten in 2 geslachten, volgens de indeling van Fishbase.

## Kenmerken
In vergelijking met andere roggen hebben adelaarsroggen een lange staart. Ze variëren in lengte van 0,5 tot 9 meter.

## Leefwijze
Adelaarsroggen voeden zich met week- en schaaldieren, die ze verbrijzelen met hun afgeplatte tanden. Het zijn dieren die zich ovovivipaar voortplanten. 

## Verspreiding en leefgebied
Deze roggen foerageren niet zoals hun verwanten op de zeebodem, maar komen voor in het open water van de oceaan in tropische en subtropische gebieden. 

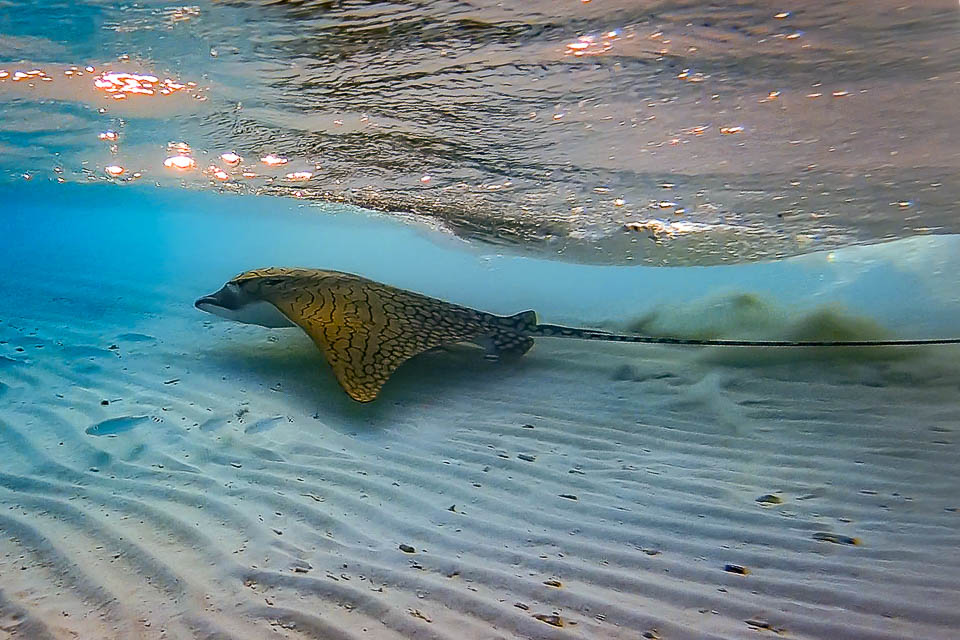
Aetomylaeus vespertilio
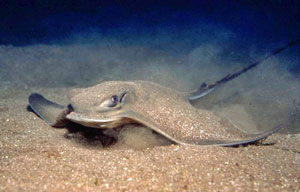
Adelaarsrog
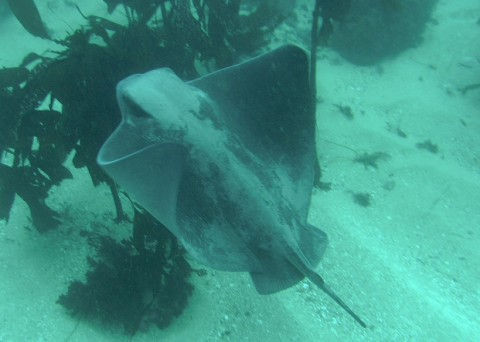
Californische adelaarsrog

## Taxonomie
- Familie: Myliobatidae (Adelaarsroggen)[1]
  - Geslacht: Aetomylaeus (Garman, 1908)
  -  Geslacht: Myliobatis (Cuvier ex A. M. C. Duméril, 1816)

Voorheen werden de soorten uit de familie Aetobatidae ook tot deze familie gerekend.